# WGC-HSBC Champions
WGC-HSBC Champions är ett av fyra årliga världsmästerskap i golf för herrar och spelas årligen i november månad. Tävlingen startade år 2005 och spelades på Sheshan Golf Club utanför Shanghai i sju år, för att år 2012 spelas på  Mission Hills Golf Club utanför Shenzhen, för att sedan året därpå flyttas tillbaka till Sheshan Golf Club. Sedan år 2009 har tävlingen WGC-status och är den sista av årets WGC-tävlingar som spelas, samt var länge den enda som spelats utanför USA, tills WGC-CA Championship bytte spelplats till Mexico år 2017.

## Segrare
| År   | Segrare            |
| 2019 | Rory McIlroy       |
| 2018 | Xander Schauffele  |
| 2017 | Justin Rose        |
| 2016 | Hideki Matsuyama   |
| 2015 | Russel Knox        |
| 2014 | Bubba Watson       |
| 2013 | Dustin Johnson     |
| 2012 | Ian Poulter        |
| 2011 | Martin Kaymer      |
| 2010 | Francesco Molinari |
| 2009 | Phil Mickelson     |
| 2008 | Sergio García      |
| 2007 | Phil Mickelson     |
| 2006 | Yang Yong-eun      |
| 2005 | David Howell       |